# María Ilínichna Uliánova
María Ilínichna Uliánova (en ruso: Мари́я Ильи́нична Улья́нова), 6 de febrerojul./ 18 de febrero de 1878greg., Simbirsk-12 de junio de 1937, Moscú) fue una revolucionaria bolchevique rusa, política y hermana menor de Vladimir Lenin y Anna Uliánova.

## Biografía

### Primeros años
María Ilínichna Uliánova nació el 6 de febrero de 1878 en Simbirsk, la hija menor de Iliá Nikolaevich Uliánov y su esposa María Aleksándrovna. Su familia le dio el sobrenombre de "Manyasha". Estudió primero en la escuela de Simbirsk, graduándose en 1893. En 1895, María aplicó al departamento de fisicoquímica de la facultad de matemáticas de los cursos superiores para mujeres (Bestuzhev) en San Petersburgo. Sin embargo, no fue aceptada y tuvo que inscribirse en 1896 a un curso de dos años en Moscú. Después de su graduación, recibió un diploma en enseñanza.

### Política
Desde 1898, María había sido miembro del Partido Obrero Socialdemócrata de Rusia (POSDR). Dirigió propaganda en los círculos de trabajadores, entregó literatura ilegal y actuó como oficial de enlace. Fue arrestada varias veces. En septiembre de 1899, después de los arrestos de miembros del POSDR de Moscú, María fue enviada bajo supervisión policial a Nizhni Nóvgorod.
La noche del 1 de marzo de 1901, María fue arrestada y recluida en régimen de aislamiento en la prisión de Taganskaya. Siete meses después, fue deportada a Samara. La tercera vez que fue arrestada fue en enero de 1904 y puesta en libertad bajo fianza en junio del mismo año. María partió hacia Suiza.

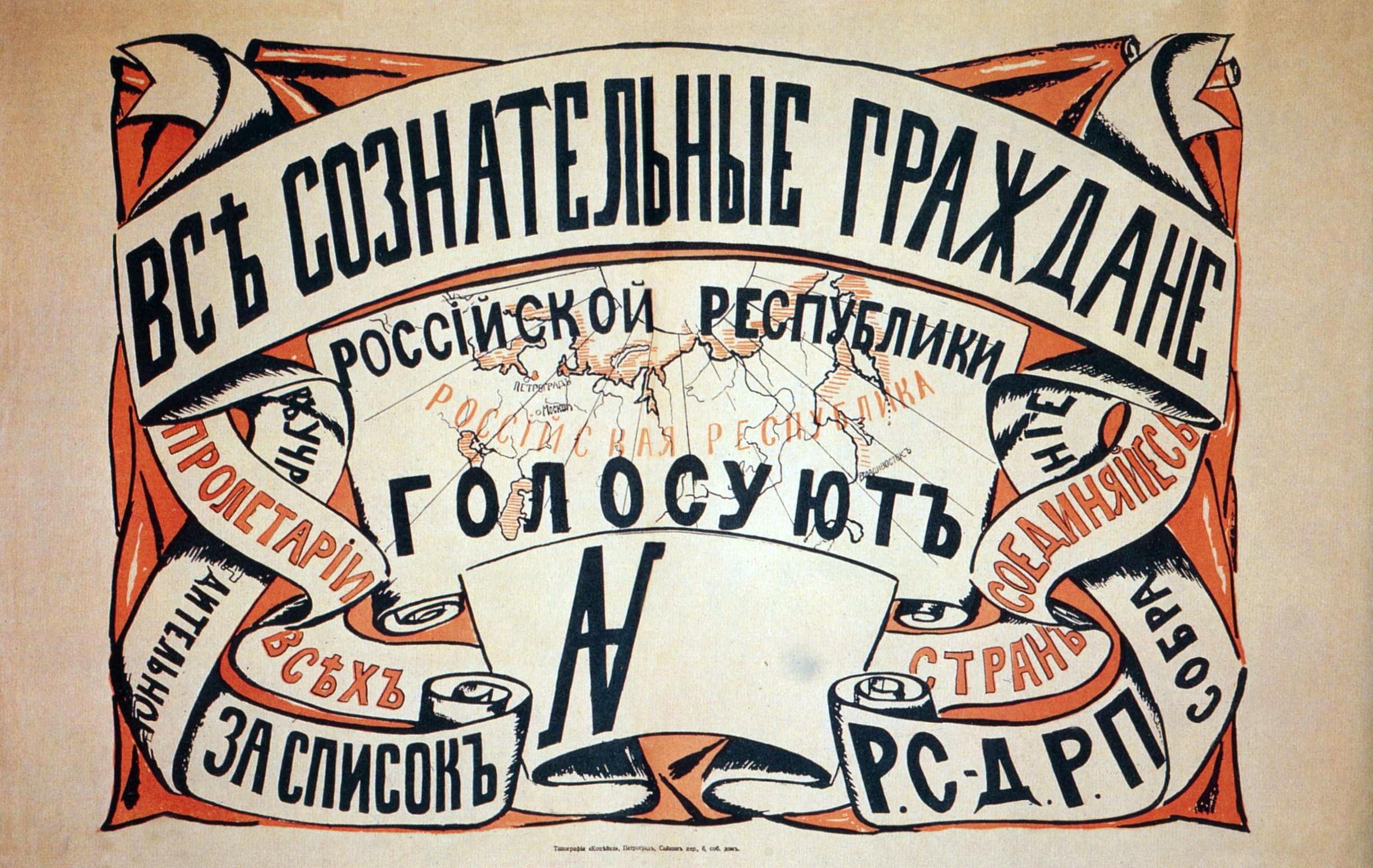
Cártel promocional del POSDR (1917)

En 1905, María regresó a San Petersburgo, donde trabajó como secretaria del Comité del Distrito Vasileostrovski del POSDR. 
El 2 de mayo de 1907, María fue arrestada nuevamente. Habiendo sido liberada en 1908, se mudó a Moscú y trabajó en la organización del Partido de Moscú.
Entre 1908 y 1909 Uliánova vivió en París y estudió en la Sorbona, donde recibió un diploma de enseñanza en francés. En el verano de 1910, escondiéndose del arresto, María trabajó como maestra de hogar en el pueblo de Leppenino, cerca de la estación Terijoki (Gran Ducado de Finlandia). María fue arrestada nuevamente en mayo de 1912 y luego fue deportada a Vólogda. De vuelta a Moscú en 1915, estudió en las Hermanas de la Misericordia entre los meses de febrero y abril de ese mismo año. En el verano de 1915 María fue al Frente Occidental (Imperio Ruso) uniéndose a destacamento médico-nutricional.
Desde 1915, Uliánova formó parte de la organización de Moscú del POSDR, mantuvo correspondencia con la Oficina de Relaciones Exteriores del Comité Central. 
Después de la Revolución de Febrero de 1917, fue cooptada en la Mesa del Comité Central del POSDR.
Uliánova fue parte activa en el desarrollo de la prensa socialdemócrata y, más tarde, comunista en Rusia. Desde 1900 hasta 1917 trabajó para Iskra y entre 1917 y 1929 fue miembro del consejo editorial del Pravda. Desde 1903 participó en la Secretaría del Comité Central del POSDR y fue Miembro de la Mesa del Comité Central del POSDR desde 1917.
María fue miembro de la Comisión de Control Central del Partido Comunista de la Unión Soviética (PCUS) de 1925 a 1934, miembro del Presídium del CCC del PCUS (1932-1934), y luego miembro de la Comisión de Control Soviética bajo el SNK de la URSS desde 1935; año en que fue nombrada miembro del Comité Ejecutivo Central de la Unión Soviética.
María Ilínichna Uliánova murió el 12 de junio de 1937 de una enfermedad cardíaca en Moscú. La urna con sus cenizas está enterrada en la muralla del Kremlin.